# 米德爾鎮區 (印地安納州亨德里克斯縣)
米德爾鎮區（英語：Middle Township）是位於美國印地安納州亨德里克斯縣的一個行政鎮區。

## 地方資料
根據2010年美國人口普查的數據，米德爾鎮區的面積為80.56平方千米，當中陸地面積為80.53平方千米，而水域面積為0.03平方千米。當地共有人口6170人，而人口密度為每平方千米76.59人。